# Tetragnatha branda
Tetragnatha branda là một loài nhện trong họ Tetragnathidae.
Loài này thuộc chi Tetragnatha. Tetragnatha branda được Herbert W. Levi miêu tả năm 1981.